# Мухика, Карлос
Карлос Франсиско Серхио Мухика (Мугика, исп. Carlos Francisco Sergio Mugica; 7 октября 1930 — 11 мая 1974) — аргентинский римско-католический священник, педагог и общественный деятель.
Служение Мухики характеризовалось основоположным принципом теологии освобождения — «предпочтительным выбором в пользу бедных»: проповедью, помощью и защитой бедняков из трущоб. Был убит после мессы ультраправыми террористами.

## Биография

### Ранний период жизни
Карлос Мухика родился в Буэнос-Айресе в 1930 году в привилегированной семье. Его отец, Адольфо Мухика, был одним из основателей Национал-демократической партии (консервативные противники президента-популиста Иполито Иригойена), а его мать Кармен Эчагуэ была дочерью одного из крупнейших аргентинских латифундистов. Мухика был единственным из семи братьев и сестер, кто получил как начальное, так и среднее образование в светских учебных заведениях, окончив престижную подготовительную школу Национального колледжа Буэнос-Айреса.
В 1949 году Мухика поступил в Университет Буэнос-Айреса на юридический факультет, где на подружился с братом Че Гевары Роберто; но в 1952 году, после года в Европе, решил стать священником. Карьере адвоката он предпочёл церковный сан, став одним из основателей движения латиноамериканских священников, стоявщих на позициях помощи бедным, участия в политической жизни и борьбы за социальное равенство.
Он поступил в семинарию Вилья-Девото, а в 1954 году был направлен в приход Святой Розы Лимской, откуда начал служение верующим в многоквартирных домах столичного рабочего района Конститусьон. С 1957 года писал статьи и комментарии для церковного журнала Seminario, а в 1959 году был рукоположен в священники Римско-католической церкви.

### Служба священником и работа среди бедных

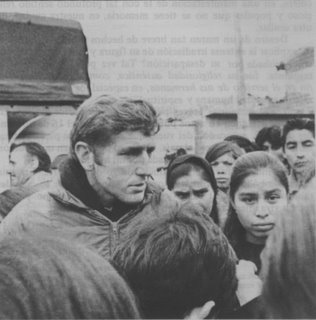

Большую часть 1960 года он провёл в приходе в провинции Чако (одной из наименее развитых в Аргентине), а затем был назначен викарием архиепископа Буэнос-Айреса кардинала Антонио Каджиано. Кардинал Каджиано назначил своего нового викария в ряд католических и светских институтов, включая Университет Буэнос-Айреса, где тот провёл симпозиум 1965 года «Диалог между католиками и марксистами». Мухика преподавал богословие, детскую психологию и право в известном Университете Сальвадора, а также стал известен своими еженедельными проповедями на муниципальной радиостанции. Одновременно он получил должность капеллана в школе Паулины де Маллинкродт — благотворительном учреждении в трущобах, прилегающих к городскому порту. Он защищал жителей трущоб от насильственного выселения и жестко критиковал власти за лицемерие и равнодушие.
Миссионерская поездка 1966 года к лесорубам близ Санта-Фе окончательно сформировала его взгляды (особенно запомнилось ему обращение старушки к миссионерке: «Не говорите мне о Боге, я умираю с голоду»). Мухика стал постоянным гостем левой Организации католической студенческой молодёжи (JEC), с которой он работал в сельской миссии провинции Санта-Фе. Когда ряд членов этой левокатолической организации вместе с леворадикальными перонистами и революционными социалистами после 1968 года сформировали организацию городских партизан Монтонерос, не поддерживавший вооружённые средства борьбы Мухика несколько дистанцировался от них, однако отказался порвать с ними полностью.
Он всё больше расходился с консерваторами как на факультете Университета Буэнос-Айреса (в частности, профессором права Хосе Альфредо Мартинесом), так и в местной архиепископии (особенно с епископом Хуаном Карлосом Арамбуру). Эти разногласия усугубились миссией Мухики (благословенной епископом Подестой) в Боливию в 1967 году с целью возвращения останков революционера Че Гевары и освобождения партизан из его отряда, попавших в плен.

### «Движение священников для Третьего мира»
Он прибыл в Париж, поддерживая исторические протесты мая 1968 года. Во время своего пребывания в Европе он посетил изгнанного популистского лидера Аргентины Хуана Доминго Перона в доме того в Мадриде. Перон, который в то время был занят налаживанием союзов с левыми силами, провёл с отцом Мухикой десять дней на Кубе. По возвращении в Париж Мухика присоединился к Движению священников для Третьего мира.
Растущее вовлечение Мухики в политическую деятельность привело к его замене в школе Маллинкродт на священника-традиционалиста. В результате оказалось, что служить ему негде, и он добился разрешения соорудить новую часовню «Христа-Рабочего» (Cristo Obrero) в трущобах «Вилья-31» и получить назначение туда. Продолжая преподавать в университете, он также служил викарием в приходе Сан-Франциско-Солано в рабочем районе Буэнос-Айреса Вилья-Луро.
Однако его продолжающаяся активность в качестве «третьемирского» священника вызвала растущее сопротивление и запреты со стороны епископа Арамбуру. Эти разногласия достигли критической точки, когда священник-член JEC, отец Альберто Карбоне, был задержан по обвинению в соучастии в убийстве партизанами-монтонерос бывшего диктатора Педро Арамбуру. Мухика все чаще становился мишенью критики в консервативных аргентинских газетах, обвинявших его в «оправдании насилия», а также находился под наблюдением государственной разведки СИДЕ.
Проведя в сентябре 1970 года похороны ряда казнённых участников движения Монтонерос, был за это на 30 дней отстранён от должности епископом Арамбуру. Давление на Мухику росло, его преследовали за защиту несправедливо арестованного священника и активистов. Опасаясь ареста, он обосновался в жилом доме своих родителей в районе Реколета, обустроив себе апартаменты в комнате для прислуги на верхнем этаже.
Однако 2 июля 1971 года по этому адресу взорвалась бомба. На пресс-конференции после этого покушения на себя Мухика заявил: «Ничто и никто не помешает мне служить Иисусу Христу в Его Церкви и бороться вместе с бедными за их освобождение. Если Господь даст мне незаслуженную привилегию погибнуть в этой борьбе, я в Его распоряжении». Впредь он делил своё время между трущобами и бенедиктинским монастырем монаха Мамерто Менапасе в Лос-Тольдосе (пампасный городок, хорошо известный как место рождения бывшей первой леди Эвы Перон).

### Дистанцирование от клира и Перона
Его проповеди пользовались всё большей популярностью, их посещали политики, футболисты и другие знаменитости. 6 декабря 1972 года в их числе был сам Хуан Перон, которому президент Алехандро Лануссе разрешил временно вернуться в Аргентину перед предстоящими выборами (фактически Мухика был среди людей, которые привезли экс-президента из эмиграции).
В Хустисиалистской партии Перона Мухика был близок к левому крылу во главе с доктором Эктором Кампорой, которого стареющий лидер выдвинул кандидатом от партии; Кампора предложил Мухике баллотироваться в Конгресс, от чего тот отказался. Перонисты легко победили на выборах 1973 года, и хотя в должность вступил Кампора, главной фигурой нового правительства стал Перон. Его постоянные лавирования между левыми и правыми в движении были проиллюстрированы тем, что он позволил Кампоре назначить отца Мухику неоплачиваемым старшим консультантом могущественного министра социального обеспечения, которым стал Хосе Лопес Рега — личный секретарь Перона и одновременно ведущий голос крайне правых, ненавидевший Мухику.
Лопес Рега использовал своё важное положение в кабинете министров (и его контроль над 30 % национального бюджета) для организации и вооружения своего Аргентинского антикоммунистического альянса (ААА). Возникшее в результате насилие (ААА убивали левых активистов, тогда как насилие Монтонерос было более стратегическим, например, подрывы зданий транснациональных корпораций, финансирующих ААА) заставило Мухику покинуть свой пост в правительстве, а также порвать с Монтонерос к декабрю 1973 года.
Вокруг его собственных работ велись ожесточенные политические дебаты и выходили многочисленные несанкционированные компиляции, в каждой из которых подбирались те прошлые статьи плодовитого автора, которые наиболее отвечали той или иной повестке. Отмежевание от них Мухики не пресекло эту практику, и он принял предложение RCA Victor записать версию своей недавно написанной оратории «Месса Третьего мира». Тем не менее, в начале 1975 года правительство Исабель Перон приказало уничтожить её копии.

## Убийство
На фоне частых угроз расправы и предупреждений о неминуемом лишении сана епископом Арамбуру в апреле 1974 года Мухика ненадолго уехал в Лос-Тольдос, однако вскоре вернулся в Буэнос-Айрес, где возобновил свой ежедневный график богослужений.
После субботней утренней службы 11 мая в приходе Сан-Франциско-Солано Родольфо Альмирон, оперативный руководитель Аргентинского антикоммунистического альянса, произвел пять выстрелов из пистолета Mac-10 в отца Мухику, расстреляв того в упор. Однако падре не сразу умер от ран, и его срочно доставили в ближайшую больницу, где он успел сказать медсестре: «Теперь, более чем когда-либо, мы должны быть с народом».
9 октября 1999 года останки Карлоса Мухики были перенесены с аристократического кладбища Реколета в его приход «Христа-Рабочего», где они и покоятся в настоящее время по предложению Группой священников трущоб («вильеро») архиепископии Буэнос-Айреса (архиепископом был Хорхе Марио Бергольо). В том же году на экраны вышел документальный фильм «Отец Мухика» (Padre Mugica) о его жизни.
В период между 2012 и 2016 правосудием было установлено, что Мухика был убит эскадроном смерти ААА (непосредственно после убийства многие считали, что за убийством стоят Монтонерос из-за их политических расхождений с падре).